# Station Sulino
Station Sulino is een spoorwegstation in de Poolse plaats Sulino.